# Метју Модин
Метју Ејвери Модин (енгл. Matthew Avery Modine; рођен 22. марта 1959. Лома Линда, Калифорнија), амерички је филмски и ТВ глумац, редитељ и продуцент.
Најпознатији по улогама у филмовима Бојеви метак (1987) Стенлија Кјубрика и Птица Алана Паркера (1984). Остварио је улоге и у филмовима Удата за мафију (1988), Кратки резови (1993), Острво гусара (1995), Транспортер 2 (2005), Сикарио 2: Ратник (2018).
На телевизији, Модин је глумио зликовца др Мартина Бренера у Чудније ствари, претерано сексуалног Саливена Грофа у Трави.